# 威遠穹窿古寨群
威遠穹窿古寨群位於四川省內江市威遠縣，文物遺址年代判定為唐至民國。2012年7月16日公佈為第八批四川省文物保護單位。

## 簡介[2]
威遠穹窿古寨群位於四川省內江市威遠縣越溪鎮、兩河鎮、鎮西鎮等，據歷史記載約有90余座，現存有45座。最早的山寨形成于唐宋，其中現存大部分為清代早中期修建，山寨群分佈于榮威穹窿方圓600平方公里範圍內。主要山寨有：向家寨、高頂寨、鳳凰寨、清風寨、白牛寨山寨。按照地理位置和建築方法來分有兩類，第一類是以老君山、高頂寨、向家寨、雷家寨為代表的山寨。這類山寨基本建於山高100-200公尺以上的穹窿山頂，依山石地勢鑿建，或亙寨門或石砌門或垛的山寨，其規模巨大，易守難攻，山寨功能齊全、有農田耕地、糧倉、水池、寺廟道觀、練兵場刑場等，不僅能防守，還可以居住練兵等，具有巨型軍事城堡的作用，其管理完善，該類山寨小的可容納幾百人生活和戰鬥，大的能容納十萬余人長期生活和駐守。第二類是以鏵頭寨、寨子岩山寨、煙廠岩山寨為代表的丘陵型山寨，這類山寨建於部分低山懸崖部分，以人工開鑿山體在山體內建房屋和寨門寨牆。由於工程艱巨，故規模較小，一般容納百十人臨時駐守，並有槍炮垛口。寨子地勢極為險要，基本可以實現“一夫當關萬夫莫開”。所有山寨都是當地重要的軍事防守體系，其工程巨大，蔚為壯觀，在歷代兵災中起到了巨大的保護作用。對研究四川南部軍事歷史和文化有重要的歷史價值、科研價值，隨著山寨群環境改善，眾多的石刻、石窟、古墓不斷被發掘，其保存較好，有很好的文物文化價值、科研價值和旅遊價值。2009年，威遠穹窿古寨群被威遠縣人民政府公佈為縣級文物保護單位。